# 러우 꾸어동

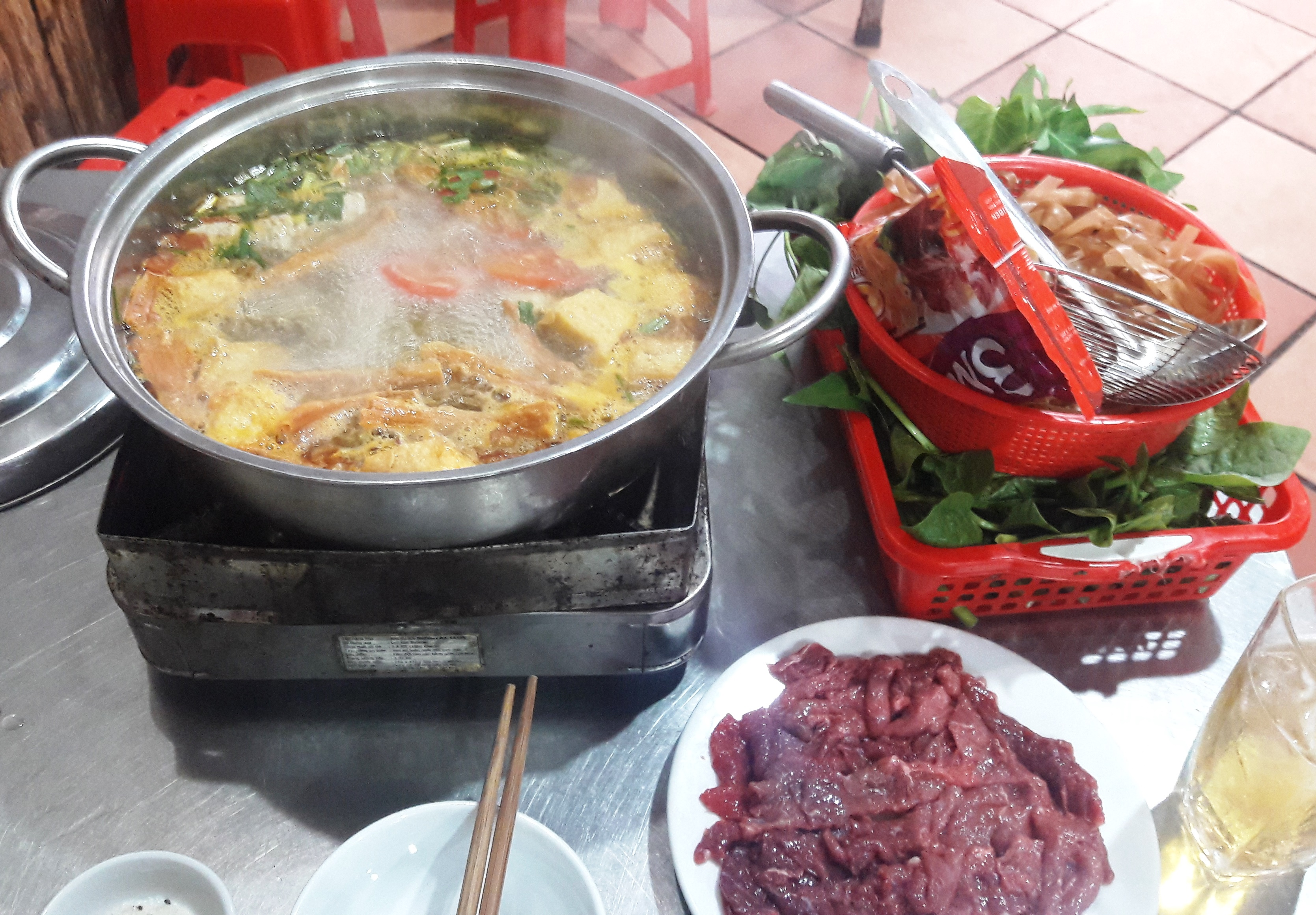
러우 꾸어동

러우 꾸어동(베트남어: lẩu cua đồng)은 베트남의 게 요리이다. "꾸어동(cua đồng)"이라 불리는 민물 게(Somanniathelphusa sinensis)를 주재료로 하는 러우(베트남식 훠궈)로, 하이퐁의 것이 유명하다. 게 육수에 바인 다 도, 짜 라롯, 짜 까(어묵), 고기완자, 조 송(돼지고기 페이스트), 돼지고기, 쇠고기, 두부, 말라바시금치 등을 담가 익혀 먹는다.

## 같이 보기
- 바인 다 꾸어